# Adama Sanogo
Adama Sanogo (Bamako, 12 febbraio 2002) è un cestista maliano.

## Carriera

### College
Con la maglia degli UConn Huskies ha vinto il Campionato NCAA 2023, venendo eletto miglior giocatore della manifestazione. 

### NBA
Nell'estate 2023 viene ingaggiato dai Chicago Bulls con un contratto di durata biennale. Con i Bulls esordisce il 28 dicembre 2023 contro gli Indiana Pacers.
Nella stessa stagione gioca anche in prestito nei Windy City Bulls, squadra di NBA G League.

## Statistiche

### NCAA
| Anno       | Squadra       | PG | PT | MP   | TC%  | 3P%  | TL%  | RP  | AP  | PRP | SP  | PP   |
| ---------- | ------------- | -- | -- | ---- | ---- | ---- | ---- | --- | --- | --- | --- | ---- |
| 2020-2021  | UConn Huskies | 23 | 20 | 17,0 | 55,4 | -    | 57,7 | 4,8 | 0,6 | 0,4 | 0,9 | 7,3  |
| 2021-2022  | UConn Huskies | 29 | 28 | 29,2 | 50,4 | 0,0  | 68,6 | 8,8 | 1,0 | 0,9 | 1,9 | 14,8 |
| 2022-2023† | UConn Huskies | 39 | 39 | 26,5 | 60,6 | 36,5 | 76,6 | 7,7 | 1,3 | 0,7 | 0,8 | 17,2 |
| Carriera   | Carriera      | 91 | 87 | 25,0 | 56,0 | 35,8 | 71,5 | 7,3 | 1,0 | 0,7 | 1,2 | 13,9 |

### NBA

#### Regular Season
| Anno      | Squadra       | PG | PT | MP  | TC%  | 3P% | TL%  | RP  | AP  | PRP | SP  | PP  |
| --------- | ------------- | -- | -- | --- | ---- | --- | ---- | --- | --- | --- | --- | --- |
| 2023-2024 | Chicago Bulls | 9  | 0  | 7,3 | 51,9 | -   | 66,7 | 4,0 | 0,0 | 0,1 | 0,0 | 4,0 |
| Carriera  | Carriera      | 9  | 0  | 7,3 | 51,9 | -   | 66,7 | 4,0 | 0,0 | 0,1 | 0,0 | 4,0 |

### G League
| Anno      | Squadra          | PG | PT | MP   | TC%  | 3P%  | TL%  | RP   | AP  | PRP | SP  | PP   |
| --------- | ---------------- | -- | -- | ---- | ---- | ---- | ---- | ---- | --- | --- | --- | ---- |
| 2023-2024 | Windy City Bulls | 45 | 44 | 29,2 | 61,1 | 25,0 | 74,2 | 12,0 | 1,4 | 0,9 | 1,2 | 20,4 |
| Carriera  | Carriera         | 45 | 44 | 29,2 | 61,1 | 25,0 | 74,2 | 12,0 | 1,4 | 0,9 | 1,2 | 20,4 |

## Palmarès
- Campionato NCAA: 1

UConn Huskies: 2023
- NCAA Basketball Tournament Most Outstanding Player (2023)